# Oxydia xanthochroma
Oxydia xanthochroma là một loài bướm đêm trong họ Geometridae.